# Mercado negro

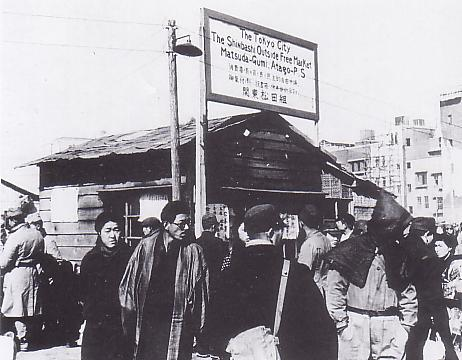
Um mercado negro em Shinbashi em 1946

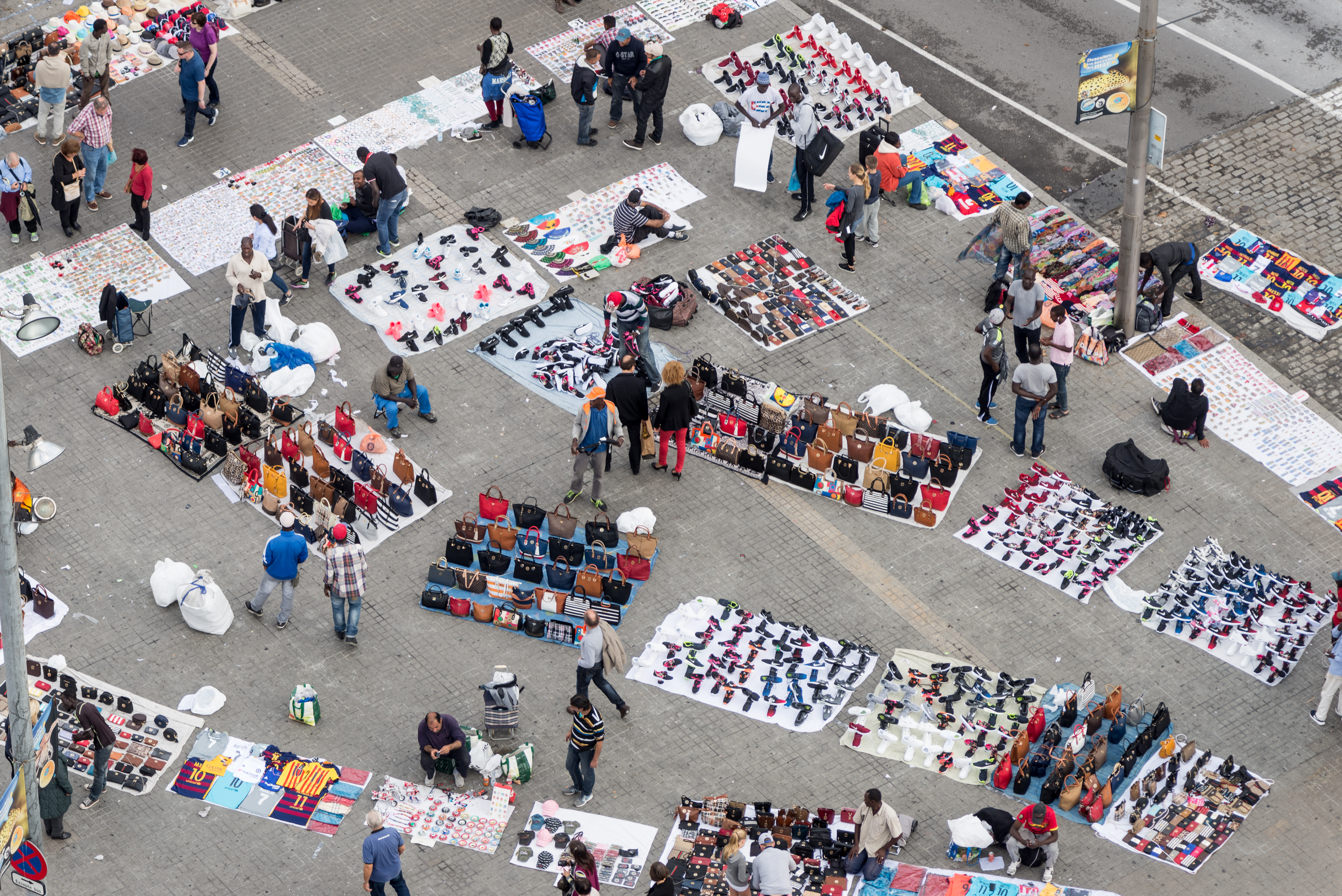
Barcelona em 2015

Um mercado negro, economia subterrânea ou economia paralela é um mercado clandestino ou uma série de transações que tem algum aspecto de ilegalidade ou é caracterizada pelo descumprimento de um conjunto de regras institucionais. Se a norma define o conjunto de bens e serviços cuja produção e distribuição são proibidas por lei, o descumprimento da norma constitui comércio no mercado negro, pois a própria transação é ilegal.
Como a evasão fiscal ou a participação em uma atividade do mercado negro é ilegal, os participantes tentam esconder seu comportamento do governo ou da autoridade reguladora. O dinheiro é o meio de troca preferido em transações ilegais, uma vez que as transações em dinheiro são menos facilmente rastreadas. Motivos comuns para operar em mercados negros são comercializar contrabando, evitar impostos e regulamentações, ou contornar controles de preços ou racionamento. Normalmente, a totalidade de tal atividade é referida com o artigo definido, por exemplo, "o mercado negro de carne de caça".
O mercado negro é distinto do mercado cinza, no qual as mercadorias são distribuídas por meio de canais que, embora legais, não são oficiais, não autorizados ou não intencionais pelo fabricante original, e o mercado branco, no qual o comércio é legal e oficial.
O dinheiro negro é o produto de uma transação ilegal, sobre a qual a renda e outros impostos não foram pagos, e que só pode ser legitimada por alguma forma de lavagem de dinheiro. Devido à natureza clandestina da economia paralela, não é possível determinar seu tamanho e alcance.

## Contexto

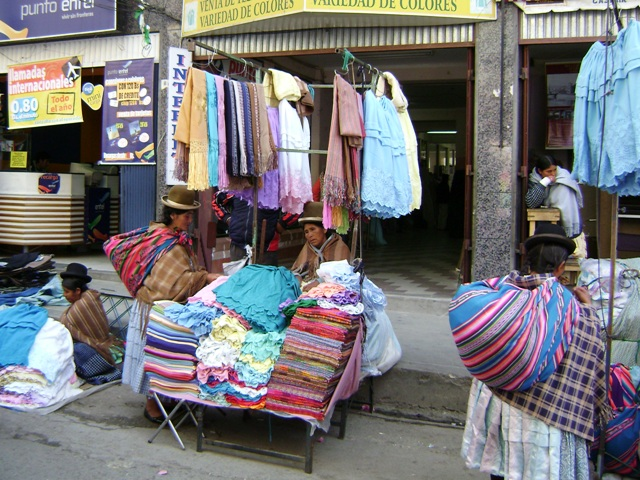
"Mercado Negro" em La Paz, Bolívia

A literatura sobre o mercado negro não estabeleceu uma terminologia comum e, em vez disso, ofereceu uma série de sinônimos, como subterrâneo, oculto, cinza, sombrio, informal, clandestino, ilegal, não observado, não relatado, não registrado, segundo, paralelo e preto.
Existem muitas economias subterrâneas. Elas são onipresentes, existindo tanto em nações orientadas para o mercado quanto em nações planejadas centralmente, sejam elas desenvolvidas ou em desenvolvimento. Aqueles envolvidos em atividades clandestinas burlam, escapam ou são excluídos do sistema institucional de regras, direitos, regulamentos e penalidades de execução que regem os agentes formais envolvidos na produção e troca. Diferentes tipos de atividades clandestinas são distinguidos de acordo com as regras institucionais particulares que eles violam:
1. a economia ilegal
2. a economia não declarada
3. a economia não registrada
4. a economia informal

A "economia ilegal" consiste em atividades econômicas exercidas em violação aos estatutos legais que definem o escopo das formas legítimas de comércio. Os participantes da economia ilegal produzem e distribuem bens e serviços proibidos, como drogas, armas e prostituição.
A "economia não declarada" contorna ou evade as regras fiscais institucionalmente estabelecidas conforme codificadas no direito tributário. Uma medida resumida da economia não declarada é a quantidade de renda que deve ser informada à autoridade fiscal, mas não é relatada. Uma medida complementar da economia não declarada é o “gap tributário”: a diferença entre o valor da receita tributária devida à autoridade fiscal e o valor da receita tributária efetivamente arrecadada. Nos Estados Unidos, a renda não declarada é estimada em dois trilhões de dólares, resultando em uma "lacuna fiscal" de 450-600 bilhões de dólares.
A "economia não registrada" contorna as regras institucionais que definem os requisitos de relatórios das agências estatísticas governamentais. Uma medida sumária da economia não registada é o montante do rendimento não registado, nomeadamente o montante do rendimento que deveria (sob as regras e convenções existentes) ser registado nos sistemas contabilísticos nacionais (por exemplo, contas nacionais de renda e produto), mas não o é. A renda não registrada é um problema particular em países em transição que mudaram de um sistema de contabilidade socialista para a contabilidade nacional padrão da Organização das Nações Unidas. Novos métodos foram propostos para estimar o tamanho da economia não registrada (não observada). Mas ainda há pouco consenso sobre o tamanho das economias não declaradas dos países em transição.
A "economia informal" contorna os custos e é excluída dos benefícios e direitos incorporados nas leis e normas administrativas que abrangem as relações de propriedade, licenciamento comercial, contratos de trabalho, responsabilidade civil, crédito financeiro e sistemas de segurança social. Uma medida sumária da economia informal é a renda gerada pelos agentes econômicos que operam informalmente. O setor informal é a parte de uma economia que não é tributada, monitorada pelo governo ou incluída no produto nacional bruto (PNB), ao contrário da economia formal. Nos países desenvolvidos, o setor informal é caracterizado por empregos não declarados. Isso está oculto do estado para fins fiscais, previdenciários ou trabalhistas, mas é legal em outros aspectos.
O termo mercado negro também pode ser usado em referência a uma parte específica da economia na qual o contrabando é comercializado.

## Problemas do consumidor
Mesmo quando o mercado clandestino oferece preços mais baixos, os consumidores ainda têm um incentivo para comprar no mercado legal quando possível, porque:
- Eles podem preferir fornecedores legais, pois são estritamente regulamentados e mais fáceis de contatar. Em contraste, os fornecedores do mercado negro não são regulamentados e são difíceis de responsabilizar em caso de falha no(s) produto(s) e/ou serviço(s) que prestam;
- Em algumas jurisdições, como nos Estados Unidos, os clientes podem ser acusados de infração criminal se participarem conscientemente da economia paralela, mesmo como consumidores;[15]
- Eles podem ter uma antipatia moral pelo marketing negro;
- Em algumas jurisdições (como Inglaterra e País de Gales), os consumidores que estiverem na posse de bens roubados terão os mesmos retirados se forem rastreados, mesmo que não saibam que foram roubados. Embora eles próprios geralmente não enfrentem processos criminais, eles ainda ficam sem os bens pelos quais pagaram e com pouco ou nenhum recurso para recuperar seu dinheiro. Esse risco pode tornar alguns avessos à compra de bens que eles acham que podem ser do mercado clandestino, mesmo que de fato sejam legítimos (por exemplo, itens vendidos em um bazar de carros).

No entanto, em algumas situações, os consumidores concluem que é melhor usar os serviços do mercado negro, principalmente quando as regulamentações governamentais impedem o que de outra forma seria um serviço competitivo legítimo. Por exemplo, em Baltimore, muitos consumidores preferem ativamente táxis ilegais, alegando que são mais disponíveis, convenientes e com preços justos.

## Crime organizado
As pessoas envolvidas no mercado negro podem administrar seus negócios escondidos atrás de uma organização de fachada que não é ilegal.
Muitas vezes, certos tipos de produtos ilegais são comercializados uns pelos outros, dependendo da localização geográfica.

## Causas

### Guerra
Os mercados negros florescem durante a guerra. Estados engajados em guerra total ou outras guerras extensas de grande escala muitas vezes impõem restrições ao uso de recursos críticos que são necessários para o esforço de guerra, como alimentos, gasolina, borracha, metal, etc., normalmente por meio de racionamento. Desenvolve-se então um mercado negro para fornecer bens racionados a preços exorbitantes. O racionamento e os controles de preços aplicados em muitos países durante a Segunda Guerra Mundial incentivaram a atividade generalizada do mercado negro. Uma fonte de carne do mercado negro sob racionamento de guerra foi por fazendeiros que declararam menos nascimentos de animais domésticos ao Ministério da Alimentação do que realmente aconteceu. Outro na Grã-Bretanha foram os suprimentos dos EUA, destinados apenas para uso em bases do exército americano em terras britânicas, mas vazaram para o mercado negro britânico local.
Por exemplo, no Parlamento do Reino Unido em 17 de fevereiro de 1945, membros disseram que "toda a produção de perus da Ânglia Oriental tinha ido para o mercado negro" e "processos [por marketing negro] eram como tentar parar um vazamento em um navio de guerra", e foi dito que os preços oficiais de tais alimentos eram tão baixos que seus produtores muitas vezes vendiam seus produtos no mercado negro por preços mais altos; uma dessas rotas (que operava no mercado de Diss, Norfolk) era vender aves vivas ao público; cada comprador assinaria um formulário prometendo que estava comprando as aves para reprodução, mas depois as levaria para casa para comer.